# Lijst van generaals der Infanterie (Duitsland)
Dit is een lijst van officieren in de rang van een generaal der Infanterie. In Duitsland was de rang General der Infanterie vergelijkbaar met die van generaal van een wapenvak in de Heer. Het was een rang in het Pruisische leger, het Duitse keizerlijke leger en de Wehrmacht, het leger van nazi-Duitsland. Een generaal der Infanterie was het equivalent van een drie-sterrengeneraal in het Britse leger en het Amerikaanse leger. Hij voerde het bevel over een korps of een leger.

### A
| Naam                       | Geboortejaar | Overlijdensjaar | Bevordering     | Opmerking |
| -------------------------- | ------------ | --------------- | --------------- | --------- |
| Erich Gottfried Abraham    | 1895         | 1971            | Maart 1945      |           |
| Eugen von Albori           | 1838         | 1915            | Juni 1907       |           |
| Viktor Albrecht            | 1859         | 1930            | 29 oktober 1919 |           |
| Karl Allmendinger          | 1891         | 1965            | 1 april 1943    |           |
| Constantin von Alvensleben | 1809         | 1892            | 22 maart 1873   |           |
| Gustav von Alvensleben     | 1803         | 1881            | 1868            |           |
| Gustav von Arnim           | 1829         | 1909            | 15 maart 1890   |           |
| Helge Auleb                | 1887         | 1964            | 1 december 1943 |           |

### B
| Naam                            | Geboortejaar | Overlijdensjaar | Bevordering       | Opmerking |
| ------------------------------- | ------------ | --------------- | ----------------- | --------- |
| Ernst von Bacmeister            | 1853         | 1938            | 24 december 1914  |           |
| Willem van Baden                | 1829         | 1897            | 22 maart 1873     |           |
| Max von Bahrfeldt               | 1856         | 1936            | Juni 1815         |           |
| Carl von Bardolff               | 1865         | 1953            | 27 augustus 1939  |           |
| Eduard von Below                | 1856         | 1942            | 22 maart 1917     |           |
| Ernst von Below                 | 1863         | 1855            | 27 augustus 1939  |           |
| Fritz von Below                 | 1853         | 1918            | 13 september 1912 |           |
| Otto von Below                  | 1857         | 1944            | 30 augustus 1914  |           |
| Eugen von Benzino               | 1856         | 1915            | 16 december 1914  |           |
| Walter von Bergmann             | 1864         | 1950            | 20 april 1937     |           |
| Eugen Beyer                     | 1882         | 1940            | 1 april 1938      |           |
| Bruno Bieler                    | 1888         | 1966            | 17 december 1941  |           |
| Johannes Block                  | 1894         | 1945            | 1 juli 1944       |           |
| Günther Blumentritt             | 1892         | 1967            | 1 april 1944      |           |
| Max Bock                        | 1878         | 1945            |                   |           |
| Herbert von Böckmann            | 1886         | 1974            | 19 april 1942     |           |
| Ehrenfried Boege                | 1889         | 1965            | 1 juni 1944       |           |
| Alfred Boehm-Tettelbach         | 1878         | 1962            | Juli 1940         |           |
| Oktavio Philipp von Boehn       | 1824         | 1899            | 14 april 1888     |           |
| Max von Boehn                   | 1850         | 1921            | 1 september 1909  |           |
| Kurt von dem Borne              | 1857         | 1933            | 18 april 1918     |           |
| Karl von Borries                | 1854         | 1938            | 9 januari 1920    |           |
| Julius von Bose                 | 1809         | 1894            | 22 maart 1873     |           |
| Kuno-Hans von Both              | 1884         | 1955            | 1 juni 1940       |           |
| Hermann von Boyen               | 1771         | 1848            | 1822              |           |
| Hermann von Brandenstein        | 1868         | 1942            | 27 augustus 1939  |           |
| Kurt Brennecke                  | 1891         | 1982            | 1 februari 1942   |           |
| Ludwig Breßler                  | 1862         | 1955            | 27 augustus 1939  |           |
| Alfred von Briesen              | 1849         | 1914            | 10 september 1910 |           |
| Kurt von Briesen                | 1883         | 1941            | 25 november 1940  |           |
| Walter von Brockdorff-Ahlefeldt | 1887         | 1943            | 1 augustus 1940   |           |
| August von Bomsdorff            | 1842         | 1912            | 17 april 1897     |           |
| Heinrich von Bünau              | 1873         | 1943            | 27 augustus 1939  |           |
| Rudolf von Bünau                | 1890         | 1962            | Mei 1944          |           |
| Rudolph Otto von Budritzki      | 1812         | 1876            | 28 oktober 1875   |           |
| Walter Buhle                    | 1894         | 1959            | 1 april 1944      |           |
| Wilhelm Burgdorf                | 1895         | 1945            | 9 november 1944   |           |
| Erich Buschenhagen              | 1895         | 1994            | 1 januari 1944    |           |
| Theodor Busse                   | 1897         | 1986            | 9 november 1944   |           |

### C
| Naam                           | Geboortejaar | Overlijdensjaar | Bevordering       | Opmerking |
| ------------------------------ | ------------ | --------------- | ----------------- | --------- |
| Philipp Carl von Canstein      | 1804         | 1877            | 26 juli 1870      |           |
| Adolph von Carlowitz           | 1858         | 1928            | 10 september 1914 |           |
| Martin Chales de Beaulieu      | 1857         | 1945            | 3 januari 1918    |           |
| Friedrich-Wilhelm von Chappuis | 1886         | 1942            | 1 april 1941      |           |
| Kurt von der Chevallerie       | 1891         | 1945            | 1 februari 1942   |           |
| Dietrich von Choltitz          | 1894         | 1966            | 1 augustus 1944   |           |
| Eberhard von Claer             | 1856         | 1945            | 22 maart 1914     |           |
| Eugen von Clauß                | 1862         | 1942            | 27 augustus 1939  |           |
| Richard von Conta              | 1856         | 1941            | 18 augustus 1918  |           |
| Hermann von Colard             | 1857         | 1916            | 1 september 1914  |           |
| Paul von Collas                | 1841         | 1910            |                   |           |
| Erich-Heinrich Clößner         | 1888         | 1976            | Maart 1942        |           |

### D
| Naam                                  | Geboortejaar | Overlijdensjaar | Bevordering      | Opmerking |
| ------------------------------------- | ------------ | --------------- | ---------------- | --------- |
| Viktor Dallmer                        | 1852         | 1936            | 26 januari 1920  |           |
| Johannes von Dassel                   | 1863         | 1928            | 31 oktober 1923  |           |
| Ernst Dehner                          | 1889         | 1970            | 1 december 1942  |           |
| Berthold Deimling                     | 1853         | 1944            | 22 maart 1914    |           |
| Friedrich Wilhelm Bülow von Dennewitz | 1742         | 1816            | 18 mei 1814      |           |
| Anton Dostler                         | 1891         | 1945            | 1 augustus 1943  |           |
| Hermann von Dresler und Scharfenstein | 1857         | 1942            | 27 augustus 1939 |           |

### E
| Naam                       | Geboortejaar | Overlijdensjaar | Bevordering       | Opmerking |
| -------------------------- | ------------ | --------------- | ----------------- | --------- |
| Johannes von Eben          | 1855         | 1924            | 30 augustus 1914  |           |
| Magnus von Eberhardt       | 1855         | 1939            | 18 augustus 1914  |           |
| Gottfried Edelbüttel       | 1867         | 1937            | 31 januari 1927   |           |
| Oskar von Ehrenthal        | 1854         | 1921            | 20 maart 1915     |           |
| Karl Eibl                  | 1891         | 1943            | 1 januari 1943    |           |
| Ernst von Eisenhart-Rothe  | 1862         | 1947            | 15 juni 1921      |           |
| Hugo Elstermann von Elster | 1859         | 1945            |                   |           |
| Otto von Emmich            | 1848         | 1915            | 29 mei 1909       |           |
| Nikolaus Ritter von Endres | 1862         | 1938            | 31 december 1919  |           |
| George von Engelbrechten   | 1855         | 1935            | 2 januari 1919    |           |
| Franz Ritter von Epp       | 1868         | 1947            | 25 juli 1935      |           |
| Werner von Erdmannsdorff   | 1891         | 1945            | 30 januari 1945   |           |
| Waldemar Erfurth           | 1879         | 1971            | 1 april 1940      |           |
| Friedrich von Esebeck      | 1870         | 1951            | 30 september 1929 |           |
| Ludwig von Estorff         | 1859         | 1943            | 27 augustus 1939  |           |

### F
| Naam                              | Geboortejaar | Overlijdensjaar | Bevordering       | Opmerking                |
| --------------------------------- | ------------ | --------------- | ----------------- | ------------------------ |
| Max von Fabeck                    | 1854         | 1916            | 13 januari 1910   |                          |
| Alexander von Falkenhausen        | 1878         | 1966            | 1 september 1940  |                          |
| Erich von Falkenhayn              | 1861         | 1922            | 20 januari 1915   |                          |
| Friedrich Fangohr                 | 1899         | 1956            | 16 maart 1945     |                          |
| Karl von Fasbender                | 1852         | 1933            | 23 maart 1912     |                          |
| Hans-Gustav Felber                | 1889         | 1962            | 25 oktober 1940   |                          |
| Bernhard Finck von Finckenstein   | 1863         | 1945            | 27 augustus 1939  |                          |
| Herbert Fischer                   | 1882         | 1939            | 31 oktober 1937   |                          |
| Walther Fischer von Weikersthal   | 1890         | 1953            | 1 januari 1942    |                          |
| Paul Fleck                        | 1859         | 1921            | 6 oktober 1919    |                          |
| Wolfgang Fleck                    | 1879         | 1939            | 30 september 1934 |                          |
| Karl Georg Friedrich von Flemming | 1705         | 1767            |                   |                          |
| Sigismund von Förster (1856)      | 1856         | 1934            | 17 mei 1917       |                          |
| Sigismund von Förster (1887)      | 1887         | 1959            |                   |                          |
| Hermann Foertsch                  | 1895         | 1961            | 9 november 1944   |                          |
| Ernst von Forstner                | 1869         | 1950            | 27 augustus 1939  |                          |
| Hermann von François              | 1856         | 1933            | 19 augustus 1913  |                          |
| Eduard von Fransecky              | 1807         | 1890            | 10 juli 1870      |                          |
| Erich Friderici                   | 1885         | 1967            | 20 april 1939     |                          |
| Lothar Fritsch                    | 1871         | 1951            | 27 augustus 1939  | was ook SS-Gruppenführer |
| Georg Frotscher                   | 1868         | 1943            | 27 augustus 1939  |                          |
| Georg Fuchs                       | 1856         | 1939            | 6 oktober 1919    |                          |

### G
| Naam                              | Geboortejaar | Overlijdensjaar | Bevordering       | Opmerking |
| --------------------------------- | ------------ | --------------- | ----------------- | --------- |
| Arthur von Gabain                 | 1860         | 1939            | 18 december 1920  |           |
| Hans Gaede                        | 1852         | 1916            | 24 december 1914  |           |
| Martin Gareis                     | 1891         | 1976            | 1 april 1945      |           |
| Georg von Gayl                    | 1850         | 1927            | 5 maart 1908      |           |
| Emil Colerus von Geldern          | 1856         | 1919            | 26 april 1914     |           |
| Bernhard von Gélieu               | 1828         | 1907            | 14 mei 1890       |           |
| Hubert Gercke                     | 1881         | 1942            | 31 maart 1937     |           |
| Rudolf Gercke                     | 1884         | 1947            | 19 april 1942     |           |
| Friedrich von Gerok               | 1854         | 1937            | 30 augustus 1914  |           |
| Hermann Geyer                     | 1882         | 1946            | 1 augustus 1936   |           |
| Leopold Hentschel von Gilgenheimb | 1845         | 1919            | 14 november 1903  |           |
| Werner von Gilsa                  | 1889         | 1945            | 1 juli 1943       |           |
| Edmund Glaise-Horstenau           | 1882         | 1946            | 1 september 1943  |           |
| Gerhard Glokke                    | 1884         | 1944            | 1 december 1940   |           |
| Bruno Neidhardt von Gneisenau     | 1811         | 1889            | 4 april 1882      |           |
| August Karl von Goeben            | 1816         | 1880            | 26 juli 1870      |           |
| Hans Gollnick                     | 1892         | 1970            | 1 oktober 1943    |           |
| Friedrich Gollwitzer              | 1889         | 1977            | 1 december 1943   |           |
| Friedrich von Gontard             | 1860         | 1942            | 27 augustus 1939  |           |
| Konrad Ernst von Goßler           | 1848         | 1933            | 11 september 1907 |           |
| Walter von Gottberg               | 1823         | 1885            | 20 september 1884 |           |
| Walther Graeßner                  | 1891         | 1943            | 1 juni 1942       |           |
| Martin Grase                      | 1891         | 1963            | December 1943     |           |
| Anton Grasser                     | 1891         | 1976            | 15 februari 1944  |           |
| Kurt von Greiff                   | 1876         | 1945            | 27 augustus 1939  |           |
| Hans von Greiffenberg             | 1893         | 1951            | 1 april 1944      |           |
| Ernst von Grolman                 | 1832         | 1904            | 27 januari 1890   |           |
| Karl von Grolman                  | 1777         | 1843            | 1837              |           |
| Horst Großmann                    | 1891         | 1972            | 9 november 1944   |           |
| Julius von Groß                   | 1812         | 1881            | 1875              |           |
| Erich von Gündell                 | 1854         | 1924            | 4 september 1913  |           |
| Hans von Guretzky-Cornitz         | 1855         | 1917            | 27 januari 1915   |           |

### H
| Naam                          | Geboortejaar | Overlijdensjaar | Bevordering       | Opmerking |
| ----------------------------- | ------------ | --------------- | ----------------- | --------- |
| Friedrich von Haack           | 1869         | 1940            | 31 oktober 1927   |           |
| Siegfried Haenicke            | 1878         | 1946            | 1 april 1942      |           |
| Hans Halm                     | 1879         | 1957            | 17 april 1940     |           |
| Walter Hahm                   | 1894         | 1951            | 30 januari 1945   |           |
| Hermann von Hanneken          | 1890         | 1981            | 1 december 1941   |           |
| Alexander von Hartmann        | 1890         | 1943            | 15 februari 1943  |           |
| Jakob von Hartmann            | 1795         | 1873            | 8 januari 1869    |           |
| Ernst Hasse                   | 1867         | 1945            | 1 februari 1927   |           |
| Otto Hasse                    | 1871         | 1942            | 1 april 1929      |           |
| Wilhelm Hasse                 | 1894         | 1945            | Augustus 1944     |           |
| Arthur Hauffe                 | 1892         | 1944            | 1 november 1943   |           |
| Friedrich Herrlein            | 1889         | 1974            | 1 september 1942  |           |
| Otto Hitzfeld                 | 1898         | 1990            | 1 maart 1945      |           |
| Karl Friedrich von Hirschfeld | 1747         | 1818            |                   |           |
| Friedrich Hochbaum            | 1894         | 1955            | 1 september 1944  |           |
| Max Hofmann                   | 1854         | 1918            | 27 januari 1918   |           |
| Peter von Hofmann             | 1865         | 1923            | Februari 1918     |           |
| Willem van Hohenzollern       | 1864         | 1927            | 13 september 1912 |           |
| Albert von Holleben           | 1835         | 1906            | 27 januari 1894   |           |
| Friedrich Hossbach            | 1894         | 1980            | 1 november 1943   |           |
| Otto von Hügel                | 1853         | 1928            | 30 september 1914 |           |
| Dietrich von Hülsen-Haeseler  | 1852         | 1908            | 16 oktober 1906   |           |

### J
| Naam                        | Geboortejaar | Overlijdensjaar | Bevordering       | Opmerking |
| --------------------------- | ------------ | --------------- | ----------------- | --------- |
| Friedrich Wilhelm von Jagow | 1771         | 1857            | 1832              |           |
| Albano von Jacobi           | 1854         | 1919            | 13 september 1912 |           |

### K
| Naam                               | Geboortejaar | Overlijdensjaar | Bevordering       | Opmerking |
| ---------------------------------- | ------------ | --------------- | ----------------- | --------- |
| Georg von Kameke                   | 1817         | 1893            | 22 maart 1875     |           |
| Friedrich Karmann                  | 1885         | 1939            | 1 april 1939      |           |
| Hugo von Kathen                    | 1855         | 1932            | 22 maart 1914     |           |
| Bodewin Keitel                     | 1888         | 1953            | 1 april 1941      |           |
| Werner Kienitz                     | 1885         | 1959            | 1 april 1938      |           |
| Eberhard Kinzel                    | 1897         | 1945            | 20 april 1945     |           |
| Hugo von Kirchbach                 | 1809         | 1887            | 10 augustus 1870  |           |
| Paul von Kneußl                    | 1862         | 1928            | 18 augustus 1919  |           |
| Baptist Knieß                      | 1885         | 1956            | 1 december 1942   |           |
| Konstantin Schmidt von Knobelsdorf | 1860         | 1936            | 18 oktober 1918   |           |
| Friedrich Koch                     | 1879         | 1961            |                   |           |
| Friedrich Köchling                 | 1893         | 1970            | 1 februari 1944   |           |
| Albert von Koller                  | 1849         | 1942            | 1 juli 1909       |           |
| Joachim von Kortzfleisch           | 1890         | 1945            | 1 augustus 1940   |           |
| Robert Kosch                       | 1856         | 1942            | 18 augustus 1916  |           |
| Hugo von Kottwitz                  | 1815         | 1897            | 2 december 1895   |           |
| Konrad Kraehe                      | 1868         | 1943            | 27 augustus 1939  |           |
| Karl August Adolf von Krafft       | 1764         | 1840            | 26 maart 1832     |           |
| Alfred Krauß                       | 1862         | 1938            | 1 april 1938      |           |
| Hans Krebs                         | 1898         | 1945            | 1 augustus 1944   |           |
| Karl Kriebel                       | 1888         | 1961            | 1 april 1943      |           |
| Ernst-Anton von Krosigk            | 1898         | 1945            | 30 januari 1945   |           |
| Hermann von Kuhl                   | 1856         | 1958            | 10 september 1919 |           |
| Arthur Kullmer                     | 1896         | 1953            | 20 april 1945     |           |

### L
| Naam                              | Geboortejaar | Overlijdensjaar | Bevordering      | Opmerking |
| --------------------------------- | ------------ | --------------- | ---------------- | --------- |
| Felix Langer                      | 1859         | 1940            | 27 augustus 1939 |           |
| Otto Lasch                        | 1893         | 1971            | 1 november 1944  |           |
| Paul Laux                         | 1887         | 1944            | 1 december 1942  |           |
| Leopold von Ledebur               | 1868         | 1951            | 29 februari 1928 |           |
| August von Lentze                 | 1832         | 1920            | 18 oktober 1891  |           |
| Paul von Lettow-Vorbeck           | 1870         | 1964            | 27 augustus 1939 |           |
| Alfred von Lewinski               | 1831         | 1906            | 27 januari 1890  |           |
| Ernst von Leyser                  | 1889         | 1962            | 1 december 1942  |           |
| Walter Lichel                     | 1885         | 1969            | 1 december 1942  |           |
| Curt Liebmann                     | 1881         | 1960            | Oktober 1935     |           |
| Eduard von Liebert                | 1850         | 1934            | 25 februari 1917 |           |
| Kurt Liese                        | 1882         | 1945            | 1 april 1937     |           |
| Karl Friedrich David von Lindheim | 1791         | 1862            | 15 oktober 1856  |           |
| Anton Lipošćak                    | 1863         | 1924            | 19 augustus 1917 |           |
| Alfred von Loewenfeld             | 1848         | 1927            | 18 februari 1908 |           |
| Fritz von Loßberg                 | 1868         | 1942            | 1 oktober 1926   |           |
| Erich Ludendorff                  | 1865         | 1937            | 29 augustus 1916 |           |
| Erich Lüdke                       | 1882         | 1946            | 1 december 1940  |           |
| Rudolf Lüters                     | 1883         | 1945            | 1 februari 1943  |           |
| Walther von Lüttwitz              | 1859         | 1942            | Augustus 1918    |           |

### M
| Naam                            | Geboortejaar | Overlijdensjaar | Bevordering      | Opmerking |
| ------------------------------- | ------------ | --------------- | ---------------- | --------- |
| Gustav von Manstein             | 1805         | 1877            | 22 maart 1868    |           |
| Gerhard Matzky                  | 1894         | 1983            | 1 september 1944 |           |
| Johannes Mayer                  | 1893         | 1963            | 1 april 1945     |           |
| Emil von Meerscheidt-Hüllessem  | 1840         | 1923            | 9 juni 1900      |           |
| Oskar von Meerscheidt-Hüllessem | 1825         | 1895            | 23 april 1888    |           |
| Johann Meister                  | 1862         | 1943            | 27 augustus 1939 |           |
| Albert von Mischke              | 1830         | 1906            |                  |           |
| Arnold von Möhl                 | 1867         | 1944            | 6 maart 1922     |           |

### N
| Naam                             | Geboortejaar | Overlijdensjaar | Bevordering   | Opmerking |
| -------------------------------- | ------------ | --------------- | ------------- | --------- |
| Oldwig von Natzmer               | 1782         | 1861            | 1840          |           |
| Paul Nethe                       | 1849         | 1926            |               |           |
| August Wilhelm von Neumann-Cosel | 1786         | 1865            | 22 maart 1853 |           |

### O
| Naam                       | Geboortejaar | Overlijdensjaar | Bevordering     | Opmerking |
| -------------------------- | ------------ | --------------- | --------------- | --------- |
| Franz Xaver von Oberhoffer | 1838         | 1920            |                 |           |
| Hugo von Obernitz          | 1819         | 1901            | 11 juni 1879    |           |
| Hugo von Oidtman           | 1835         | 1903            |                 |           |
| Robert von Oidtman         | 1842         | 1914            |                 |           |
| Hans von Obstfelder        | 1886         | 1976            | 1 juni 1940     |           |
| Friedrich Olbricht         | 1888         | 1944            | 1 juni 1940     |           |
| Erwin Oßwald               | 1882         | 1947            | 1 december 1940 |           |

### P
| Naam                 | Geboortejaar | Overlijdensjaar | Bevordering       | Opmerking |
| -------------------- | ------------ | --------------- | ----------------- | --------- |
| Ernst von Pfuel      | 1779         | 1866            | 30 maart 1848     |           |
| Paul von der Planitz | 1837         | 1902            | 2 januari 1896    |           |
| Karl von Plettenberg | 1852         | 1938            | 12 april 1910     |           |
| Paul von Ploetz      | 1847         | 1930            | 16 oktober 1906   |           |
| Heinrich von Plonski | 1802         | 1880            | 22 maart 1868     |           |
| Wilhelm van Pruisen  | 1882         | 1951            | 27 januari 1917   |           |
| Hellmuth Prieß       | 1896         | 1944            | 1 oktober 1944    |           |
| Karl von Prittwitz   | 1790         | 1871            | 8 maart 1853      |           |
| Kurt von Pritzelwitz | 1854         | 1935            | 13 september 1911 |           |
| Otto von Plüskow     | 1852         | 1925            | 30 augustus 1914  |           |

### R
| Naam                    | Geboortejaar | Overlijdensjaar | Bevordering      | Opmerking |
| ----------------------- | ------------ | --------------- | ---------------- | --------- |
| Bernhard von Rabenhorst | 1801         | 1873            | 3 november 1872  |           |
| Wilhelm von Radziwill   | 1797         | 1870            | 12 juli 1855     |           |
| Siegfried Rasp          | 1898         | 1968            | 1 december 1944  |           |
| Albert von Rauch        | 1829         | 1901            | 13 augustus 1889 |           |
| Gustav von Rauch        | 1774         | 1841            | 30 maart 1830    |           |
| Hermann Recknagel       | 1892         | 1945            | 1 juli 1944      |           |
| Hermann Reinecke        | 1888         | 1973            | 1 juni 1942      |           |
| Hermann Reinicke        | 1870         | 1945            | 1929             |           |
| Walther Reinhardt       | 1872         | 1930            | 1925             |           |
| Julius Riemann          | 1855         | 1935            | 27 januari 1915  |           |
| Enno von Rintelen       | 1891         | 1971            | 1 juli 1942      |           |
| Dietrich von Roeder     | 1861         | 1945            | 27 augustus 1939 |           |
| Franz von Roques        | 1877         | 1967            | 1 juli 1941      |           |
| Karl von Roques         | 1880         | 1949            | 1 juli 1941      |           |
| Ernst von Rüchel        | 1754         | 1823            |                  |           |

### S
| Naam                               | Geboortejaar | Overlijdensjaar | Bevordering       | Opmerking |
| ---------------------------------- | ------------ | --------------- | ----------------- | --------- |
| Benignus von Safferling            | 1824         | 1899            | 20 september 1890 |           |
| Paul von Schaefer                  | 1857         | 1924            | 25 februari 1917  |           |
| Walther Bronsart von Schellendorff | 1833         | 1914            | 13 augustus 1889  |           |
| Max von Schenckendorff             | 1875         | 1943            | 1 december 1940   |           |
| Bernhard von Schkopp               | 1817         | 1904            | 12 maart 1881     |           |
| Kurt von Schleicher                | 1882         | 1934            | 1 juni 1932       |           |
| Wilhelm Schneckenburger            | 1891         | 1944            | 20 april 1943     |           |
| Hans Schmidt                       | 1877         | 1948            | 1 februari 1942   |           |
| Rudolf Schmundt                    | 1896         | 1944            | 1 september 1944  |           |
| Walter Schroth                     | 1882         | 1944            | 1 februari 1938   |           |
| Albrecht Schubert                  | 1886         | 1966            | 1 juni 1940       |           |
| Friedrich Schulz                   | 1897         | 1976            | 1 april 1944      |           |
| Eugen Felix Schwalbe               | 1892         | 1974            | 1 maart 1945      |           |
| Viktor von Schwedler               | 1885         | 1954            | 1 februari 1938   |           |
| Hans Lothar von Schweinitz         | 1822         | 1901            | 20 september 1884 |           |
| Kurt von Schwerin                  | 1817         | 1884            | 18 september 1880 |           |
| Adolf von Seckendorff              | 1857         | 1941            | 25 september 1919 |           |
| Richard von Seeckt                 | 1833         | 1909            |                   |           |
| Otto Sponheimer                    | 1886         | 1961            | 1 augustus 1943   |           |
| Baptist von Stephan                | 1808         | 1875            | 11 april 1873     |           |
| Albrecht Steppuhn                  | 1877         | 1955            | 27 augustus 1939  |           |
| Kuno Arndt von Steuben             | 1855         | 1935            | 19 augustus 1914  |           |
| Gustav von Stiehle                 | 1823         | 1899            | 9 juni 1884       |           |
| Hermann von Strantz                | 1853         | 1936            | 7 april 1911      |           |
| Erich Straube                      | 1887         | 1971            | 1 juni 1942       |           |
| Otto von Strubberg                 | 1821         | 1908            | 1883              |           |
| Carl-Heinrich von Stülpnagel       | 1886         | 1944            | 20 april 1939     |           |
| Edwin von Stülpnagel               | 1876         | 1933            | 31 oktober 1931   |           |
| Richard von Süßkind-Schwendi       | 1854         | 1946            | 19 augustus 1914  |           |

### T
| Naam                                      | Geboortejaar | Overlijdensjaar | Bevordering      | Opmerking |
| ----------------------------------------- | ------------ | --------------- | ---------------- | --------- |
| Ludwig von der Tann-Rathsamhausen         | 1815         | 1881            | 8 januari 1869   |           |
| Bogislav Friedrich Emanuel von Tauentzien | 1760         | 1824            | Augustus 1813    |           |
| Hans von Tettau                           | 1888         | 1956            | 16 maart 1945    |           |
| Georg Thomas                              | 1890         | 1946            | 1 augustus 1940  |           |
| Kurt von Tippelskirch                     | 1891         | 1957            | 27 augustus 1942 |           |
| Rudolf Toussaint                          | 1891         | 1968            | 1 september 1943 |           |
| Lothar von Trotha                         | 1848         | 1920            | 27 januari 1910  |           |

### U
| Naam             | Geboortejaar | Overlijdensjaar | Bevordering  | Opmerking |
| ---------------- | ------------ | --------------- | ------------ | --------- |
| Walter von Unruh | 1877         | 1956            | 11 juli 1942 |           |

### V
| Naam                                 | Geboortejaar | Overlijdensjaar | Bevordering     | Opmerking |
| ------------------------------------ | ------------ | --------------- | --------------- | --------- |
| Julius von Verdy du Vernois          | 1832         | 1910            | 23 april 1888   |           |
| Rudolf von Viebahn                   | 1838         | 1928            | 2 juli 1901     |           |
| Erwin Vierow                         | 1890         | 1982            | 1 augustus 1940 |           |
| Eduard Vogel von Falckenstein        | 1797         | 1885            | 18 juni 1865    |           |
| Maximilian Vogel von Falckenstein    | 1839         | 1917            | 1896            |           |
| Konstantin Bernhard von Voigts-Rhetz | 1809         | 1877            | 22 maart 1868   |           |

### W
| Naam                                        | Geboortejaar | Overlijdensjaar | Bevordering       | Opmerking |
| ------------------------------------------- | ------------ | --------------- | ----------------- | --------- |
| Alfred Wäger                                | 1883         | 1956            | 1 november 1938   |           |
| Friedrich Wilhelm Walther von Walderstötten | 1805         | 1889            |                   |           |
| Hugo von Wasielewski                        | 1853         | 1936            |                   |           |
| Karl Weisenberger                           | 1890         | 1952            | 1 april 1941      |           |
| August von Werder                           | 1808         | 1887            | 27 september 1870 |           |
| Georg Wetzell                               | 1869         | 1947            | 31 oktober 1927   |           |
| Gustav Anton von Wietersheim                | 1884         | 1974            | 1 februari 1938   |           |
| Hans von Winterfeld                         | 1857         | 1914            | 27 januari 1895   |           |
| Otto Wöhler                                 | 1894         | 1987            | 1 juni 43         |           |
| Wilhelm von Woyna                           | 1819         | 1896            |                   |           |